# Boediono

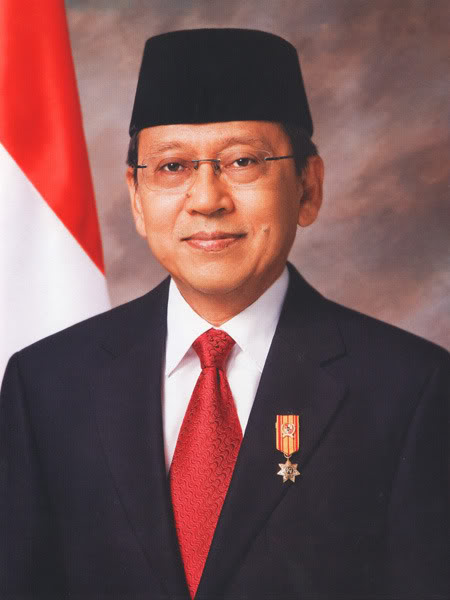
Boediono

Boediono (* 25. Februar 1943 in Blitar, Ostjava) ist ein indonesischer Politiker und war von 2009 bis 2014 Vizepräsident der Republik Indonesien.

## Leben

### Karriere
Boediono begann in den 1960er Jahren ein Studium an der Gadjah-Mada-Universität in Yogyakarta. 1967 schloss er sein wirtschaftswissenschaftliches Studium an der University of Western Australia in Perth ab und erlangte 1972 den Masterabschluss an der Monash University in Melbourne. 1979 promovierte er an der Wharton School der University of Pennsylvania. Boediono arbeitete danach als Professor für Makroökonomik und Währungspolitik an der Gadjah Mada Universität.
Boediono war von 1997 bis 1998 Vizepräsident der indonesischen Zentralbank Bank Indonesia und dann Minister für Landentwicklung von 1998 bis Oktober 1999. 2001 ernannte ihn Präsidentin Megawati Sukarnoputri zum Finanzminister ihrer Regierung. Präsident Susilo Bambang Yudhoyono ernannte Boediono zum Wirtschaftsminister bei einer Kabinettsumbildung 2005. 2008  wurde er zum Vorsitzenden der Bank Indonesia gewählt. 2009 wählte ihn Yudhoyono zu seinem Vizekandidaten im Rennen um die Präsidentschaft.  Nach dem Gewinn der Wahl wurde Boediono zum Vizepräsidenten der Republik gewählt.

### Persönliches
Boediono ist verheiratet und hat zwei Kinder.

## Auszeichnungen
- Mahaputra Adipradana Ehrenmedaille, 1999[1]